# Walluf
Walluf è un comune tedesco di 5 523 abitanti situato nel land dell'Assia.